# Strubklamm-Kraftwerk

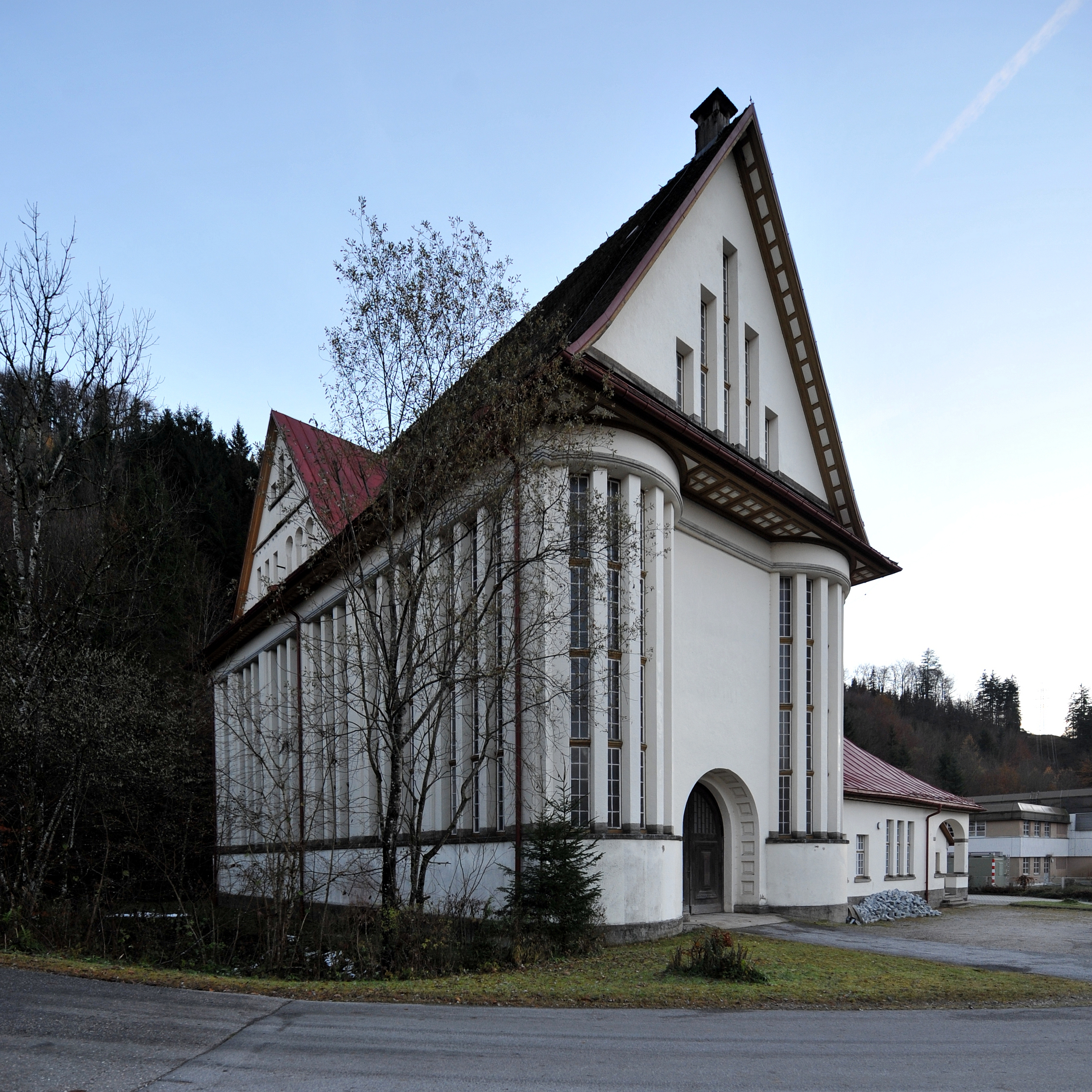
Altes Maschinenhaus (1924), Entwurf: Erwin Blankenhorn

Das Kraftwerk Strubklamm ist ein Wasserkraftwerk oberhalb und unterhalb der Strubklamm (Naturdenkmal) in der Gemeinde Faistenau im Bezirk Salzburg-Umgebung und in der Gemeinde Adnet im Bezirk Hallein, beide gelegen im Land Salzburg.

## Beschreibung
Das Kraftwerk Strubklamm, auch Strubklamm-Kraftwerk oder Strubklammwerk genannt, errichtet in den Jahren 1920—1924, bildet die obere Stufe eines Zweistufenwerkes, welches das Einzugsgebiet und das Gefälle des Almbaches, die Oberalm, eines orographisch rechten Nebenflusses der Salzach, in vollkommenster Weise ausnützt.
Die untere Stufe bildet das Kraftwerk Wiestal, errichtet in den Jahren 1909—1913. Nachdem das Kraftwerk Wiestal mit dem Wiestalstausee im Wiestal nicht mehr ausreichend Leistung für die Stromversorgung der Stadt Salzburg liefern konnte, wurde ab 1920 mit der weiteren Nutzung der Wasserkraft des Almbaches begonnen. Am oberen Ende der Strubklamm wurde eine Staumauer für einen Stausee (= Strubklammspeicher) errichtet und das Wasser über ein Druckrohr mit dem Krafthaus in der Nähe des unteren Endes der Strubklamm verbunden. Am 8. Oktober 1921 erfolgte der Durchschlag des Tunnels zur Kraftstation.
In den Jahren 1981 bis 1984 wurde neben dem historischen Kraftwerk Strubklamm ein neues modernes Kraftwerkgebäude durch die Salzburg AG errichtet und insbesondere wurde ein neuer Triebwasserstollen errichtet. Dadurch wurde die direkte Nutzung des Wassers aus dem Hintersees möglich. Die Leistung des Kraftwerks hat sich dadurch verdoppelt (siehe Speicherkraftwerk Strubklamm). Das ehemalige denkmalgeschützte Maschinenhaus wurde aus der Nutzung genommen und wird heute als Lagerhalle genutzt.

## Geschichte
Die Errichtung des Strubklammwerkes, dessen baulicher Teil der Firma Pittel & Brausewetter Wien zur Ausführung übertragen wurde, während die Turbinen von Voith und die elektrischen Einrichtungen durch die Österreichische Siemens-Schuckert-Werke geliefert wurden, begann im November 1920, konnte jedoch infolge der katastrophalen Geldentwertung und der ständigen Verschlimmerung der wirtschaftlichen Lage nur bis Weihnachten 1921 weitergeführt werden. Nach langwierigen Verhandlungen mit verschiedenen Finanzgruppen kam schließlich ein Vertrag mit der Württembergischen Landes-Elektrizitäts-AG (WLAG) in Stuttgart zustande, welcher die Weiterführung des Baues sicherte. Als später auch die valutarischen Verhältnisse Deutschlands schwer erschüttert wurden, ermöglichte die Aufnahme von zwei englischen Krediten im Ausmaße von 220.000 Pfund Sterling die Vollendung des Baues, welcher sich auf rund 70 Milliarden Österreichische Kronen stellte.
Das Strubklammwerk wurde 1923/1924 durch die Württembergische Elektrizitäts-AG (Weag) fertig gestellt.
Das Kraftwerk wurde am 20. Dezember 1924 in Anwesenheit von Bundespräsident Michael Hainisch und Bundeskanzler Rudolf Ramek feierlich eröffnet. Durch unerwartet schlechte Bodenverhältnisse beim Stausee versickerte jedoch viel Wasser.

## Technische Daten
Beim Strubklammwerk wurde durch Errichtung einer 80 m langen, 36,5 m hohen, in der Sohle 30 m breiten und unter einem Halbmesser von 75 m gekrümmten Staumauer in Stampfbeton, deren Wasserseite mittels Torkret-Verfahren abgedichtet erscheint, ein Speicherbecken von 2,5 Millionen Kubikmeter Nutzinhalt geschaffen. Als Entlastungsvorrichtung für die Abfuhr einer Katastrophenhochwassermenge von 300 m³/s wurde an der linken Talseite ein Hochwasser-Überfall mit zwei durch Dachwehre nach System Huber & Lutz verschließbaren, je 20 m breiten Öffnungen in den gewachsenen Felsen eingesprengt, wogegen zur Entleerung des Stausees ein bereits während der Bauarbeiten in Verwendung gestandener, 77 m langer Umlaufstollen dient, der mittels zweier eiserner Schützen abgeschlossen werden kann.
Das Betriebswasser wurde am linken Ufer der Klamm durch einen im Hauptdolomit gesprengten, 2  415 m langen Druckstollen von 3,3 m² lichtem Querschnitt hinunter zum Krafthaus, gelegen in Wimberg im Wiestal, hinaus geleitet.
Am Ende dieses Stollens, der bei einem Gefälle von 1 Promille eine maximale Betriebswassermenge von 9,3 m³/s durchleitete, lag das im Fels gesprengte Wasserschloss mit 2300 m³ Inhalt, bestehend aus einer 16 m hohen und 6 m breiten Kammer, sowie einem über Tag führenden Ausgleichsschacht samt Überlaufstollen. Die Zuleitung vom Wasserschlosse zum Krafthause erfolgte mittels eines gänzlich im Hauptdolomit liegenden, kreisrunden Druckschachtes mit einbetoniertem (25 bzw. 45 cm mittlerer Stärke) Eisenrohre in Wandstärken von 7 bis 25 mm und lichtem Innendurchmesser von 1700 mm.
Das Maschinenhaus, zeitgenössisch als Krafthaus bezeichnet, steht unter Denkmalschutz und befindet sich im Ortsteil Wimberg in der Gemeinde Adnet im Bezirk Hallein im Land Salzburg.

## Architektur
Das ehemalige Krafthaus wurde 1923/1924 mit einer unweit danebenliegenden gleichfalls denkmalgeschützten Werksiedlung als Reihenhausanlage unter der Bauleitung von damaligen Vize-Bürgermeister Richard Hildmann erbaut, Architekt der Anlage war Erwin Blankenhorn.
Die danebenliegende Brücke in der Mündung des Almbaches in den Wiestalstausee hat als Kunst am Bau eine Figur hl. Georg von Hans Pacher (1949).